# Línea C1 (AUVASA)
La línea C1 de AUVASA es una línea que rodea la ciudad de Valladolid por los barrios próximos al centro, de ahí su denominación Circular 1. Hace el recorrido en sentido antihorario, ya que el otro sentido lo realiza la línea homónima C2.
En cuanto al número de viajes, la línea C1 superó el 1 900 000 en 2016.

## Historia
La línea Circular de Auvasa supone, desde 2006, la culminación de un proceso de establecimiento y ampliación de las conexiones transversales en la ciudad. Así, en 1983 se creó una línea Semicircular ("SC") que conectaba Parquesol y La Victoria por el este de la ciudad, y en 2001 nació una línea plenamente Circular ("C1" y "C2") que coexistió con la primera hasta su desaparición cinco años después.

## Frecuencias
La línea C1, por su característica de circular, no tiene comienzo ni final propiamente dichos. Aun así, los autobuses realizan paradas de control horario en Parquesol (C/ José Garrote Tebar 4 esq. Amadeo Arias) y La Victoria (C/ Fuente el Sol 2 esq. Pza. San Bartolomé), con las siguientes frecuencias de paso programadas entre septiembre y junio:
| DÍA                | LUGAR DE SALIDA | PRIMER SERVICIO | ÚLTIMO SERVICIO | FRECUENCIA MEDIA |
| ------------------ | --------------- | --------------- | --------------- | ---------------- |
| Laborables         | PARQUESOL       | 7:10            | 22:15-22:30     | 11-14 min.       |
| Laborables         | LA VICTORIA     | 7:20            | 22:30           | 11-14 min.       |
| Sábados y festivos | PARQUESOL       | 7:15            | 22:10-22:30     | 14-17 min.       |
| Sábados y festivos | LA VICTORIA     | 7:20            | 22:26           | 14-17 min.       |

## Paradas
Nota: Al pinchar sobre los enlaces de las distintas paradas se muestra cuanto tiempo queda para que pase el autobús por esa parada.
| Circular 1                                                 | Correspondencia con líneas: |
| ---------------------------------------------------------- | --------------------------- |
| C/ Adolfo Miaja de la Muela fte. Núñez de Guzmán           | -                           |
| C/ José Garrote Tebar 4 esq. Amadeo Arias                  | 8 9                         |
| C/ José Garrote Tebar 20 esq. Manuel Silvela               | 8 9 U8                      |
| C/ Ciudad de La Habana 1 esq. Amadeo Arias                 | 8 10                        |
| C/ Hernando de Acuña 13 esq. Manuel Silvela                | 8 9                         |
| C/ Hernando de Acuña 1 esq. Mateo Seoane Sobral            | 8 9 U8                      |
| C/ Dr. Villacián 5 esq. Mariano de los Cobos               | 9                           |
| C/ Dr. Villacián 3 fte. Mº de Prado                        | 9                           |
| Pº Zorrilla 130 centro comercial                           | 1 2 5 7 10 18 19 23 26      |
| Pº Zorrilla 166 fte. LAVA                                  | 1 2 5 16 18 19 23 26 H      |
| C/ Daniel del Olmo esq. Pº Zorrilla                        | 16 26                       |
| C/ Daniel del Olmo 6                                       | 16                          |
| C/ Daniel del Olmo 18 fte. ITV                             | -                           |
| C/ Arca Real Centro Madrid                                 | H                           |
| C/ Padre Benito Menni esq. Caamaño                         | 4 H                         |
| C/ Embajadores 57 esq. Transición                          | 6 9 F2                      |
| C/ Embajadores fte. 72 esq. Hornija                        | 6 9 F2                      |
| C/ Embajadores fte. 58 Esc. Oficial de Idiomas             | 6 9 F2                      |
| Avda. Segovia igl. del Carmen                              | 6 9 13 14 F2                |
| Avda. Segovia 99 esq. Olmedo                               | 6 9 13 14 F2                |
| Avda. Segovia 57 esq. Pº San Vicente                       | F2                          |
| Pº San Vicente 35 esq. Sevilla                             | F2                          |
| C/ Cádiz 21                                                | F2                          |
| C/ Cigüeña 4 igl. San Isidro                               | 3 18 F3                     |
| C/ Cigüeña 14                                              | 3 18 F3                     |
| C/ Villabáñez 19 igl. San Ignacio de Loyola                | -                           |
| Pza. Vadillos 7 esq. Palacio Valdés                        | 17                          |
| Pº del Cauce Centro Salud Pilarica                         | 7 F4                        |
| Pº del Cauce Ing. Industriales                             | 7 F4                        |
| Pº Prado de La Magdalena 18 Filosofía y Letras             | U1                          |
| Pza. Dr. Jiménez Díaz esq. Penitencia                      | -                           |
| C/ Soto 4 esq. Avda. Palencia                              | -                           |
| C/ Moradas 31 esq. Nebrija                                 | 1 F6                        |
| C/ Moradas 21 esq. Card. Cisneros                          | 1 F6                        |
| C/ Card. Torquemada fte. 16                                | 1 F6                        |
| C/ Rondilla de Santa Teresa fte. antiguo Hosp. Río Hortega | 24 F6                       |
| Pza. San Nicolás 13                                        | 24 F6                       |
| C/ Fuente el Sol 2 esq. Pza. San Bartolomé                 | 5 6 F6                      |
| C/ Júpiter fte. 12 esq. Comuneros de Castilla              | 5 6 F6                      |
| Avda. Gijón 26 Canal                                       | 4 5 6 F6                    |
| Avda. Gijón fte. Cristo Rey                                | -                           |
| C/ Enseñanza esq. Avda. Gijón                              | 3                           |
| Avda. Las Contiendas 97                                    | 3                           |
| Avda. Los Cerros fte. 38 Antiguo Cine Castilla             | 3                           |
| C/ Mieses 40                                               | 3                           |
| C/ Mieses esq. Mº Santa María Retuerta                     | -                           |
| C/ Mº S. Lorenzo de El Escorial esq. S. E. Gormaz          | -                           |
| C/ Mº S. Lorenzo de El Escorial C. C. Miguel Delibes       | 8                           |
| C/ Adolfo Miaja de la Muela esq. Padre Llanos              | 8                           |
| C/ Adolfo Miaja de la Muela 6 esq. Hernando de Acuña       | -                           |
| C/ Adolfo Miaja de la Muela fte. Núñez de Guzmán           | -                           |